# Vetenskapsåret 1928

## Händelser

### Arkeologi
- Okänt datum - Den gamla Kanaanitiska staden Ugarit återupptäcks.

### Biologi
- Okänt datum - Frederick Griffith genomför Griffiths experiment, som indirekt bevisar existensen av DNA.

### Medicin
- September - Alexander Fleming upptäcker av misstag antibiotikan penicillin, som varit bortglömt sedan Ernest Duchesnes ursprungliga upptäckt 1896.
- 12 oktober - Järnlungan, en respirator, används för första gången vid barnsjukhuset i Boston.

## Pristagare
- Copleymedaljen: Charles Parsons
- Darwinmedaljen: Leonard Cockayne
- Ingenjörsvetenskapsakademien utdelar Stora guldmedaljen till Peter Klason
- Murchisonmedaljen: Jakob Johannes Sederholm
- Nobelpriset: [1]
  - Fysik:  Owen Willans Richardson
  - Kemi:  Adolf Windaus
  - Fysiologi/medicin: Charles Nicolle
- Penrosemedaljen: Jakob Johannes Sederholm
- Sylvestermedaljen: William Young
- Wollastonmedaljen: Dukinfield Henry Scott [2]

## Födda
- 8 mars - Gerald Bull (död 1990), ingenjör.
- 6 april - James D. Watson, genetiker.
- 28 juni - Harold Evans, brittisk journalist som hjälpte till att avslöja skadeverkningarna av neurosedyn.

## Avlidna
- 4 februari - Hendrik Lorentz (född 1853), nederländsk fysiker och Nobelpristagare.
- 21 maj - Hideyo Noguchi (född 1876), bakteriolog.
- 30 augusti - Wilhelm Wien (född 1864), fysiker.

### Fotnoter
1. ↑  ”Nobelpriset”. http://nobelprize.org/nobel_prizes/lists/all/index.html. Läst 10 april 2011.
2. ↑  ”Geological Society”. Arkiverad från originalet den 5 juni 2011. https://web.archive.org/web/20110605102217/http://www.geolsoc.org.uk/gsl/society/history/page750.html. Läst 14 april 2011.